# Kårböle församling
Kårböle församling var en församling i Uppsala stift och i Ljusdals kommun i Gävleborgs län. Församlingen uppgick 2010 i Färila-Kårböle församling.

## Administrativ historik
Församlingen bildades 1923 genom en utbrytning ur Färila församling efter att tidigare varit kapellag där. Församlingen var därefter till 2010 annexförsamling i pastoratet Färila och Kårböle som 1995 utökades med Los och Hamra församlingar (2002 hopslagna till Los-Hamra församling). Församlingen uppgick 2010 i Färila-Kårböle församling. Området omnämns ibland som Kårböle socken men har aldrig varit en socken i egentlig mening.

## Befolkningsutveckling
| Befolkningsutvecklingen i Kårböle församling 1930–1990        | Befolkningsutvecklingen i Kårböle församling 1930–1990 | Befolkningsutvecklingen i Kårböle församling 1930–1990 | Befolkningsutvecklingen i Kårböle församling 1930–1990 | Befolkningsutvecklingen i Kårböle församling 1930–1990 |
| ------------------------------------------------------------- | ------------------------------------------------------ | ------------------------------------------------------ | ------------------------------------------------------ | ------------------------------------------------------ |
|                                                               |                                                        |                                                        |                                                        |                                                        |
| År                                                            |                                                        |                                                        | Folkmängd                                              |                                                        |
| 1930                                                          | 1930                                                   |                                                        | 448                                                    |                                                        |
| 1940                                                          | 1940                                                   |                                                        | 437                                                    |                                                        |
| 1950                                                          | 1950                                                   |                                                        | 427                                                    |                                                        |
| 1960                                                          | 1960                                                   |                                                        | 419                                                    |                                                        |
| 1970                                                          | 1970                                                   |                                                        | 338                                                    |                                                        |
| 1980                                                          | 1980                                                   |                                                        | 241                                                    |                                                        |
| 1990                                                          | 1990                                                   |                                                        | 201                                                    |                                                        |
| Anm: Källor: Demografiska databasen, CEDAR, Umeå universitet. |                                                        |                                                        |                                                        |                                                        |

## Kyrkor
- Kårböle kyrka